# Teoria del consumatore
La teoria del comportamento del consumatore si fonda su un modello razionale di scelta o decisione che si può riassumere dicendo che fra tutte le possibilità il consumatore sceglie quella che egli ritiene migliore. La teoria neoclassica del consumatore trae la sua origine dagli scritti degli autori marginalisti, in particolare Hermann Heinrich Gossen, Léon Walras, Francis Ysidro Edgeworth e Vilfredo Pareto. I due pilastri di questa teoria sono il vincolo di bilancio e le preferenze.

## Vincolo di bilancio
Il consumatore dispone di una certa somma (il suo reddito o le sue risorse) per acquistare dei beni o dei servizi. Il prezzo di questi beni è fisso. Il vincolo di bilancio ci dice che la somma spesa per l'acquisto di questi beni non deve essere superiore al reddito disponibile. Se si fa l'ipotesi di non sazietà, allora tutto il reddito sarà speso e, nel caso di due beni, il vincolo di bilancio può essere rappresentato graficamente da una retta con una pendenza negativa. 
Nel caso di un ribasso di quantità o di un sussidio per l'acquisto delle prime unità di un bene, il vincolo di bilancio sarà più difficile da rappresentare graficamente ma il principio di una barriera che non può essere sorpassata resta valido. 
Questo modello statico può essere generalizzato introducendo diversi periodi. In questo caso il consumatore può risparmiare in un periodo per spendere di più in un altro o il contrario.

## Le preferenze
Le preferenze del consumatore sono espresse da una funzione di utilità quasi-concava (curve di indifferenza convesse). Graficamente e nel caso di due beni si utilizza il medesimo metodo delle carte geografiche o meteorologiche. Si prende un valore dell'utilità e si costruisce una curva di indifferenza. La pendenza di questa curva è chiamata il saggio marginale di sostituzione poiché esprime quante unità del secondo bene devono essere sostituite con un'unità del primo bene allo scopo di avere la medesima utilità.
I primi autori della teoria del consumatore pensavano che l'utilità potesse essere misurata, come la temperatura. Si parla allora di utilità cardinale.
In seguito ci si rese conto che ciò non era possibile e d'altronde non era neanche necessario. Basta un concetto ordinale come quello espresso dalle curve d'indifferenza.
Paul Samuelson ha proposto di dedurre le preferenze osservando il consumatore mentre fa gli acquisti. La sua teoria della preferenza rivelata permette una verifica operazionale del modello del consumatore.

## Teoria delle scelte
Siccome la teoria del consumatore serve a spiegare le sue scelte (i beni acquistati), si può costruire una teoria delle scelte senza passare per la funzione d'utilità o le curve di indifferenza. Prendiamo dei complessi o panieri di beni {\displaystyle \mathbf {A} }, {\displaystyle \mathbf {B} }, {\displaystyle \mathbf {C} }, eccetera. Un paniere può essere costituito, per esempio, di 2 kg di pane, 3 litri di vino, 1 giornale, eccetera. Esprimiamo le preferenze del consumatore utilizzando la relazione binaria {\displaystyle \succcurlyeq }, per esempio {\displaystyle \mathbf {A} \succcurlyeq \mathbf {B} } ({\displaystyle \mathbf {A} } preferito o uguale a {\displaystyle \mathbf {B} }, oppure {\displaystyle \mathbf {B} } almeno tanto buono quanto {\displaystyle \mathbf {A} }). Questa relazione è simile al segno matematico {\displaystyle \geq } (maggiore o uguale a). Supponiamo che questa relazione binaria soddisfi gli assiomi seguenti:
1) riflessività: {\displaystyle \mathbf {A} \succcurlyeq \mathbf {A} }
2) transitività: {\displaystyle \mathbf {A} \succcurlyeq \mathbf {B} } e {\displaystyle \mathbf {B} \succcurlyeq \mathbf {C} } implica {\displaystyle \mathbf {A} \succcurlyeq \mathbf {C} }
3) completezza: si ha {\displaystyle \mathbf {A} \succcurlyeq \mathbf {B} } oppure {\displaystyle \mathbf {B} \succcurlyeq \mathbf {A} } o i due casi (indifferenza)
Se queste condizioni sono soddisfatte abbiamo un preordine  totale che può essere utilizzato per spiegare le scelte del consumatore. Basta però aggiungere l'assioma seguente (una condizione matematica):
4) continuità: {\displaystyle \left\{\mathbf {A} \in X|\mathbf {A} \succcurlyeq \mathbf {B} \right\}} e {\displaystyle \left\{\mathbf {A} \in X|\mathbf {B} \succcurlyeq \mathbf {A} \right\}} sono insiemi chiusi,
e allora esiste una funzione di utilità. 
Le preferenze che non possono essere espresse da una funzione di utilità sono dei casi speciali (per esempio l'ordine lessicografico).

## Equilibrio del consumatore
Il consumatore sceglie il paniere di beni che preferisce, tenendo conto del reddito disponibile. Matematicamente, si tratta di massimizzare l'utilità sotto il vincolo di bilancio. Utilizzando il metodo di Lagrange, si può scrivere, nel caso di due beni {\displaystyle x_{1}\,,\,x_{2}}:
{\displaystyle L=u(x_{1},x_{2})+\lambda (y-p_{1}x_{1}-p_{2}x_{2}).\,}
dove {\displaystyle p_{1}\,,\,p_{2}} sono i prezzi e y il reddito disponibile.
Le derivate parziali (condizione di primo ordine) sono:
{\displaystyle {\begin{aligned}{\frac {\partial L}{\partial x_{1}}}&={\frac {\partial u}{\partial x_{1}}}-\lambda p_{1}&&=0,\\{\frac {\partial L}{\partial x_{2}}}&={\frac {\partial u}{\partial x_{2}}}-\lambda p_{2}&&=0,\\{\frac {\partial L}{\partial \lambda }}&=y-p_{1}x_{1}-p_{2}x_{2}&&=0.\end{aligned}}}
Eliminando {\displaystyle \lambda }, si ottiene:
{\displaystyle {\frac {\frac {\partial u}{\partial x_{1}}}{p_{1}}}={\frac {\frac {\partial u}{\partial x_{2}}}{p_{2}}}=\lambda }
L'utilità marginale ({\displaystyle {\frac {\partial u}{\partial x_{1}}}}), divisa per il prezzo, deve essere uguale per tutti i beni. Si tratta della seconda legge di Hermann Heinrich Gossen. Graficamente, il saggio marginale di sostituzione deve essere uguale al rapporto dei prezzi.

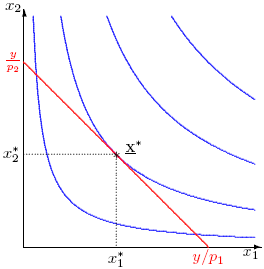
Paniere ottimo del consumatore dati due beni x_{1} e x_{2} e reddito y

Se la curva di indifferenza è convessa, questa condizione garantisce un massimo di utilità. Una curva concava è poco probabile poiché allora il consumatore acquista un solo bene. Una soluzione ad angolo si presenta quando un consumatore non acquista un bene, anche se lo desidera, poiché costa troppo.

## La funzione di domanda
La teoria del consumatore serve a spiegare la domanda di beni e servizi. Prendendo l'esempio di due beni, sviluppato qui sopra, si ottiene, risolvendo il sistema di equazioni delle condizioni di primo ordine:
{\displaystyle x_{1}=\phi _{1}(p_{1},p_{2},y)\quad ;\quad x_{2}=\phi _{2}(p_{1},p_{2},y)}
La domanda dipende dunque dal prezzo di tutti i beni e dal reddito del consumatore. Le condizioni di primo ordine ci dicono che non c'è illusione monetaria. 
Se il prezzo di tutti i beni e il reddito raddoppiano, la domanda non cambia. Per esempio, il passaggio dalla lira all'euro non doveva avere nessun effetto sulla domanda (tutto è diviso per 1936.27) se non ci fosse stato il problema degli arrotondamenti.
Gli effetti di un cambiamento dei prezzi o del reddito sono studiati utilizzando il concetto di elasticità della domanda. Designamo con il simbolo {\displaystyle \varepsilon _{ij}} l'elasticità della domanda del bene i quando il prezzo j aumenta. Se la domanda del bene i è elastica (superiore all'unità in valore assoluto), allorquando il suo prezzo aumenta la spesa diminuisce e viceversa per una domanda inelastica.
L'elasticità della domanda quando il reddito aumenta è chiamata elasticità-reddito. Designamo con il simbolo {\displaystyle \eta _{i}} questa elesticità. L'elasticità-reddito è superiore all'unità per i beni superiori, inferiore all'unità per i beni necessari (questi due tipi di beni sono chiamati beni normali) e infine negativa per i beni inferiori. La legge di Engel ci dice che i beni alimentari sono dei beni necessari.

## Effetto di sostituzione
L'effetto di sostituzione è l'effetto osservato qualora vi siano modifiche nei prezzi relativi delle merci.
Il grafico sottostante mostra l'effetto di un aumento di prezzo per il bene Y. Se il prezzo di Y aumenta, il vincolo di bilancio farà perno da BC2 a BC1. 
Per massimizzare l'utilità, con la riduzione del vincolo di bilancio, BC1, il consumatore potrà riassegnare il reddito per raggiungere la curva di indifferenza più elevata disponibile, che è tangente alla BC1. Come mostrato nel diagramma qui di seguito, che la curva è I1, e quindi la quantità di bene acquistato Y si sposterà da Y2 di Y1, e l'importo del bene acquistato X per il passaggio da X2 a X1. L'effetto opposto si verifica se il prezzo di Y diminuisce causando il passaggio da BC2 per BC3, e I2 di I3. 

## Effetto di reddito
L'effetto di reddito è il fenomeno osservabile mediante cambiamenti osservati in potere d'acquisto. Si rivela il cambiamento in termini di quantità richiesta promossa da un cambiamento in termini di reddito reale (utilità). Graficamente, fintanto che i prezzi rimangono costanti, la modifica del reddito creerà un parallelo spostamento del vincolo di bilancio. Aumentando il reddito si sposterà a destra il vincolo di bilancio, in quanto si possono acquistare maggiori quantità di entrambi i beni, e la diminuzione del reddito si sposterà a sinistra.